# Girolamo Cassar

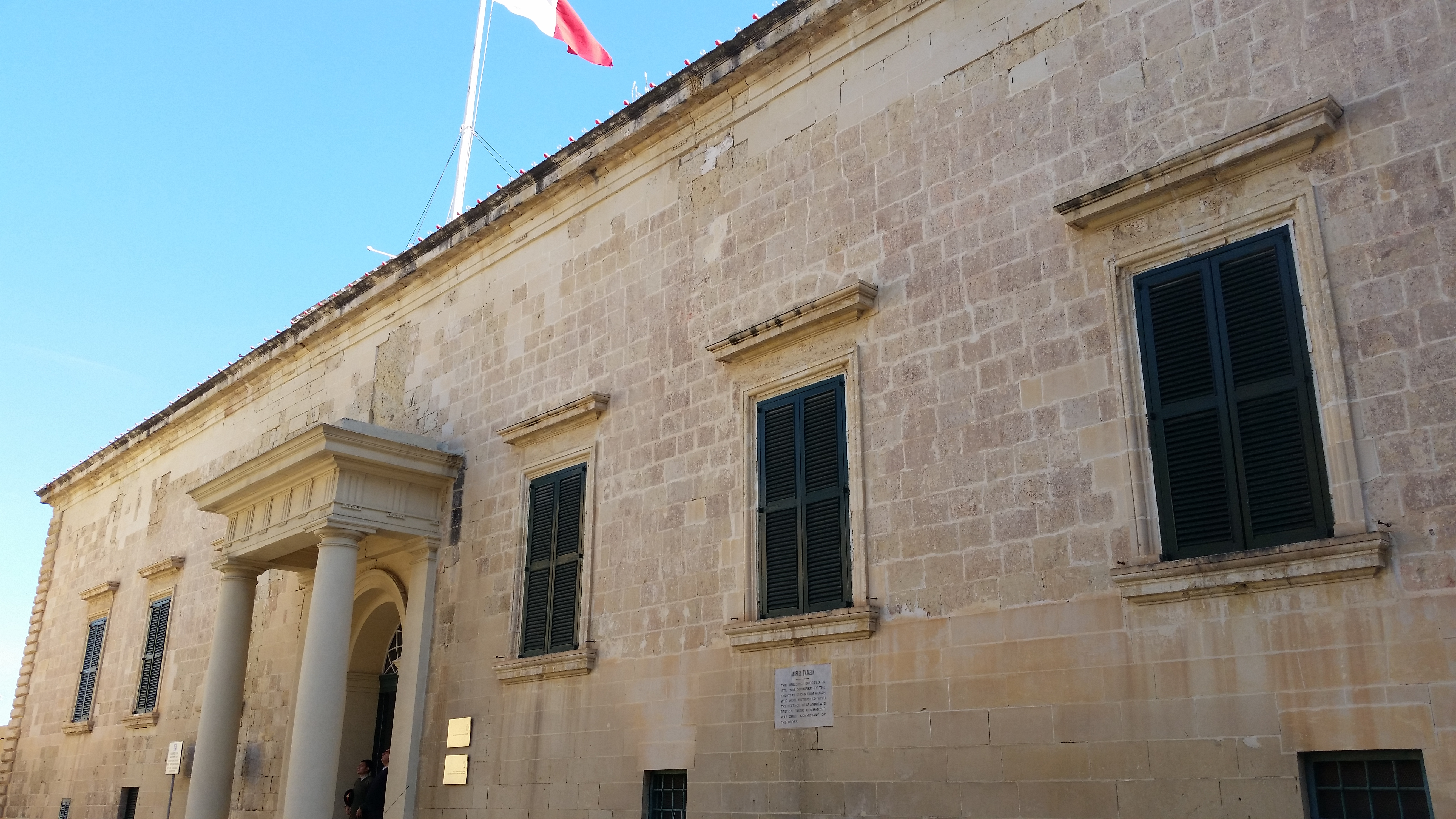
Zajazd Aragoński (Valletta, Malta)

Girolamo Cassar znany także jako Ġlormu Cassar (ur. około 1520, zm. pomiędzy 1589–1592) – maltański architekt i inżynier wojskowy, który w drugiej połowie XVI wieku zaprojektował oraz nadzorował budowę kilkudziesięciu najważniejszych budynków w stolicy Malty.

## Życiorys
Girolamo Cassar urodził się około 1520 roku w Birgu lub Gudja, w rodzinie pochodzenia sycylijskiego. W 1560 roku brał udział w bitwie o Dżerbę, podczas próby zniszczenia bazy korsarzy na tej wyspie. W czasie wielkiego oblężenia Malty służył jako inżynier wojskowy i brał udział w pracach naprawczych w Birgu i Isli (Senglea). Po oblężeniu został pomocnikiem architekta wojskowego Francesco Laparelliego, asystenta Michała Anioła, który został wysłany przez papieża Piusa V do pomocy w budowie Valletty. Cassar pomagał mistrzowi w planowaniu niektórych fortyfikacji Valletty. Uczestniczył także w pracach nad kościołem Matki Bożej Zwycięskiej w Valletcie. Po wyjeździe w 1569 roku Laparelliego z Malty i jego śmierci w 1570 roku, Girolamo Cassar został jego następcą. W 1569 roku na parę miesięcy udał się do Włoch, aby studiować zasady projektowania i budowania budynków cywilnych. Po powrocie na Maltę zaprojektował i nadzorował budowę kilkudziesięciu budynków. Jego projektami było siedem z ośmiu zajazdów, miejsc zamieszkania rycerzy zakonnych kawalerów maltańskich z tzw. langues (grup językowych).
Większość zbudowanych przez niego budynków została później przebudowana, jednak Zajazd Aragoński oraz Konkatedra świętego Jana w Valletcie pozostały w formie prawie niezmienionej od czasów Cassara. Zaprojektował także wiele budynków dla osób prywatnych, jak piekarnie, wiatraki, domy i pałace w Valletcie oraz Rabacie, Birgu czy Isli. Jego dziełem jest np. Verdala Palace w Siġġiewi.
Girolamo Cassar mieszkał w Valletcie przy Strada Pia (obecnie Melita Street), z żoną Matteą oraz dwoma synami. Jednym z nich był Vittorio Cassar, który zaprojektował m.in. wieżę św. Tomasza, wieżę Świętej Marii i wieżę św. Lukiana.

## Budowle Girolamo Cassara
Wybrane budynki, za których twórcę uważa się Girolamo Cassara:
- Bazylika Matki Bożej z Góry Karmel w Valletcie[5] (około 1570)
- pierwszy Zajazd Włoski[6] (1570),
- Zajazd Aragoński[7][8] (1570),
- Zajazd Francuski (1570),
- Kościół św. Augustyna[9] (1570),
- Kościół św. Dominika[10] (1571),
- Zajazd Owernii (Auberge d'Auvergne) (1571),
- Kościół Najświętszej Marii Panny w Valletcie (1571),
- Zajazd Niemiecki (1571-1575),
- Zajazd Kastylijski[11] (1571-1574),
- Zajazd Prowansalski[12] (1574),
- drugi Zajazd Włoski[6] (1574-1579),
- Pałac Wielkich Mistrzów[13] (1571-1574)
- Konkatedra świętego Jana w Valletcie[14] (1572-1577)
- Sacra Infermeria[15] (1574)
- Klasztor Ta' Ġieżu (1575)
- Kościół św. Katarzyny  Aleksandryjskiej[16] (1576)
- Klasztor św. Katarzyny (1576)
- Kościół św. Pawła Rozbitka[17][18] (1577)
- drugi Zajazd Francuski Auberge de France (1588)